# Pagolle
Pagolle (baskisch Pagola) ist eine französische Gemeinde mit 251 Einwohnern (Stand 1. Januar 2022) im Département Pyrénées-Atlantiques in der Region Nouvelle-Aquitaine (vor 2016: Aquitanien). Die Gemeinde gehört zum Arrondissement Bayonne und zum Kanton Pays de Bidache, Amikuze et Ostibarre (bis 2015: Kanton Saint-Palais).
Die Bewohner werden Pagolar genannt.

## Geographie
Pagolle liegt ca. 65 km südöstlich von Bayonne auf der Grenze zu den historischen Provinzen Nieder-Navarra und Soule im französischen Teil des Baskenlands.
Die höchste Erhebung im Gebiet der Gemeinde ist der Mehalzu (648 m).
Umgeben wird Pagolle von den Nachbargemeinden:
| Arhansus          | Uhart-Mixe                                  | Lohitzun-Oyhercq |
| Juxue             | Kompassrose, die auf Nachbargemeinden zeigt | Ordiarp          |
| Saint-Just-Ibarre | Musculdy                                    |                  |

Pagolle liegt im Einzugsgebiet des Flusses Adour. Nebenflüsse der Bidouze bewässern das Gebiet der Gemeinde, der Larramendiko Erreka, der in Pagolle entspringt, und der Izpaxuriko Erreka, auch Pagolla Uraitza genannt. Der letztgenannte bildet die Grenze zwischen dem Nieder-Navarra und der Soule.

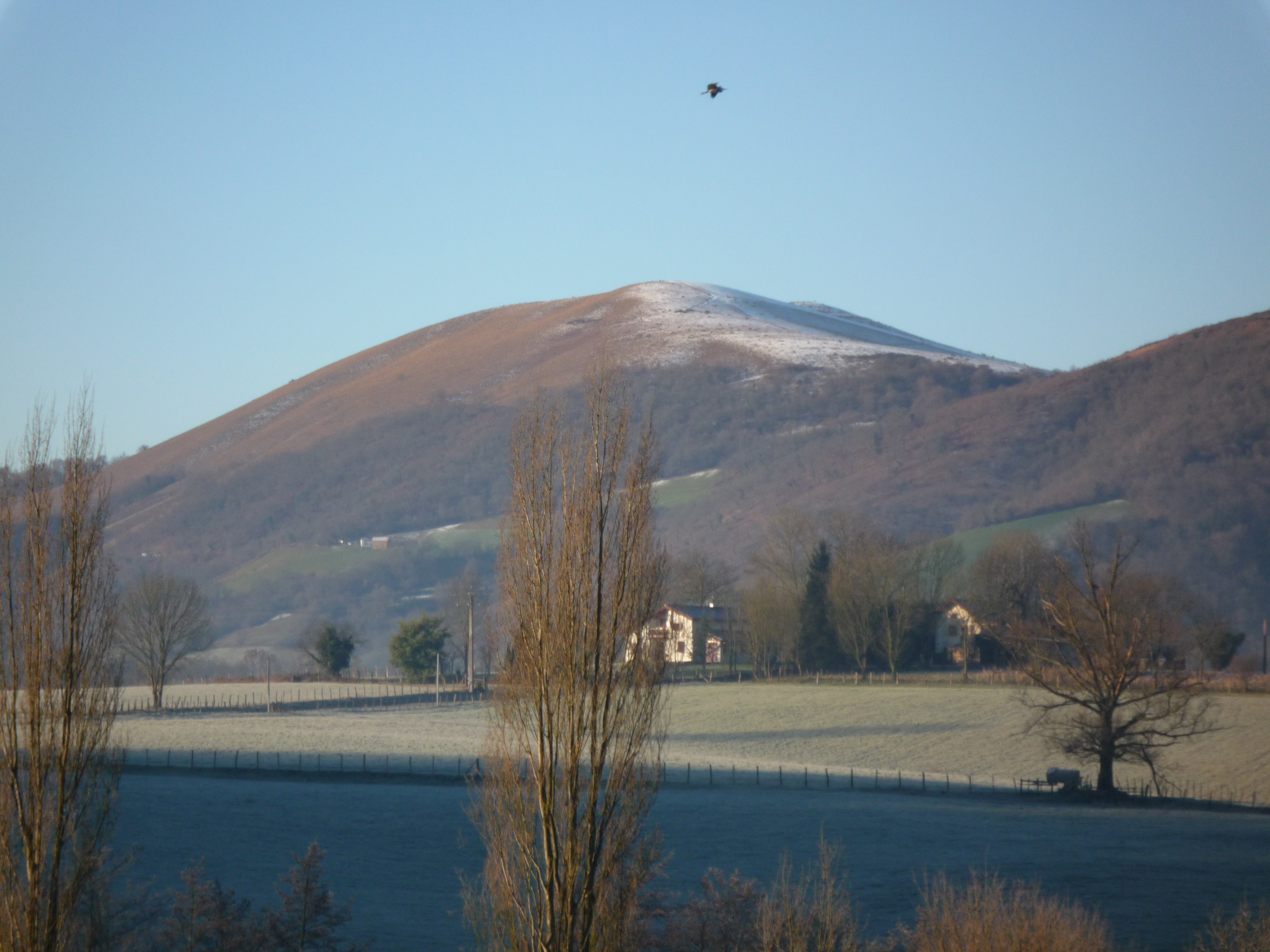
Berg Mehalzu

## Geschichte
Auf der höchsten Erhebung im Gemeindegebiet, dem Mehalzu, lag auf mehr als 600 m Höhe während der Bronze- oder Eisenzeit ein befestigtes Lager, das den Bewohnern erlaubte, die Wege zwischen den Tälern zu kontrollieren. Es hatte neben der militärischen vermutlich auch eine religiöse Funktion.
Das Gebiet der Gemeinde gehört im westlichen Teil zum Nieder-Navarra und im östlichen Teil zur Soule. Im Mittelalter wurde auf dem nieder-navarresischen Teil eine Landwirtschaft unter der Leitung von Mönchen betrieben, und dieser Teil war dem Bistum von Bayonne unterstellt. Das souletinische Land gehörte in der gleichen Zeit zum Bistum Oloron. Dort gab es ein Priorat, das Pilger auf ihrem Weg nach Santiago de Compostela empfing, die auf dem Abschnitt zwischen Ostabat und Ordiarp hier vorbeikamen. Das Priorat, das von Prämonstratensern geleitet wurde, war eine Gabe des Vicomtes von Soule an die Abtei von Arhous bei Hastingues im heutigen Département Landes.
Am 19. März 1829 wurde per Verordnung des französischen Königs das Viertel „Pagolle-Oyhana“ von der Nachbargemeinde Juxue an die Gemeinde Pagolle abgegeben.
Toponyme und Erwähnungen von Pagolle waren:
- Grangia de Paguola und Pagaule (1178 bzw. 13. Jahrhundert, Manuskriptsammlung von André Duchesne, Band 114, Blatt 47),
- Nostre-Done de Paguole und Pagola (gegen 1460 bzw. gegen 1470, Verträge von Ohix, Notar von Soule, Blatt 3),
- Pagole (1479),
- Pagolle (1750, Karte von Cassini),
- Pagole (1793, Notice Communale) und
- Pagolle (1801, Bulletin des Lois).[7][8][9][10]

### Einwohnerentwicklung
Nach Höchstständen der Einwohnerzahl von rund 600 in der ersten Hälfte des 19. Jahrhunderts reduzierte sich die Zahl bei kurzen Erholungsphasen bis zur Jahrtausendwende auf rund 250. In der Folge ist ein moderates Wachstum zu verzeichnen.
| Jahr      | 1962 | 1968 | 1975 | 1982 | 1990 | 1999 | 2006 | 2009 | 2022 |
| --------- | ---- | ---- | ---- | ---- | ---- | ---- | ---- | ---- | ---- |
| Einwohner | 360  | 317  | 316  | 289  | 267  | 254  | 262  | 253  | 251  |

## Sehenswürdigkeiten
- Pfarrkirche, gewidmet Mariä Himmelfahrt. Die umgebende Mauer, der im Langhaus sichtbare Mauerwerksverband, die Sockel der Säulen und der spitzbogenförmige Haupteingang lassen die Errichtung des ursprünglichen Gebäudes auf das Ende des Mittelalters datieren. Der große Vorbau stammt aus dem 17. Jahrhundert, und sein Boden war ursprünglich mit Grabplatten bedeckt, die bei einer in jüngster Zeit durchgeführten Restaurierung entnommen wurden. Die heutige Kirche ist vermutlich das Ergebnis eines Neubaus gegen Ende des 19. Jahrhunderts. In diesem Zuge wurden Glasfenster des Glasmalers Pierre-Gustave Dagrand in der Apsis eingesetzt. Weitere Glasfenster mit Motiven religiöser Personen stammen aus dem Jahre 1930 und sind Werke der Glasmalerei Mauméjean. Ein Glockengiebel ragt zwischen Vorbau und dem einschiffigen Langhaus empor. Im Kircheninnern umsäumt eine aus zwei Ebenen bestehende Empore aus Holz das Langhaus auf drei Seiten. Zwei Seitenkapellen bilden ein Querschiff. Auf dem Friedhof, der die Kirche umgibt, stehen scheibenförmige Grabstelen, Hilarri genannt.[13][14]

## Wirtschaft und Infrastruktur

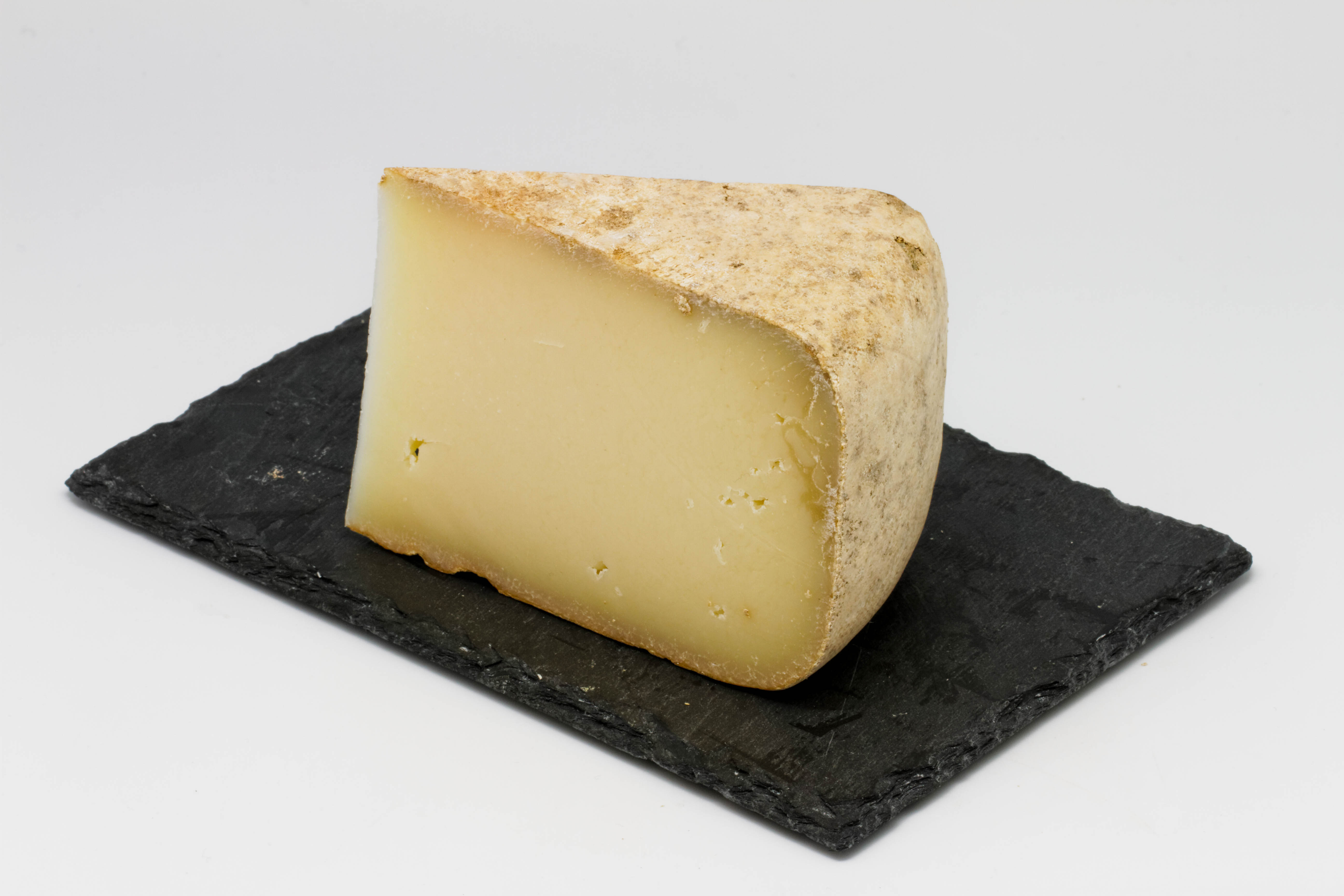
Ossau-Iraty

Die Landwirtschaft ist traditionell der wichtigste Wirtschaftsfaktor der Gemeinde. Pagolle liegt in den Zonen AOC des Ossau-Iraty, eines traditionell hergestellten Schnittkäses aus Schafmilch, sowie der Schweinerasse und des Schinkens „Kintoa“.
Der Bauernhof Oyhanburia in Pagolle produziert den Schafskäse der AOC Ossau-Iraty aus einem Teil der Milch seiner Schafe der Rasse Manech tête rousse. Der andere Teil wird an die Genossenschaft Coopérative Laitière du Pays Basque geliefert, der er angehört.

### Sport und Freizeit
Ein Wanderweg mit einer Länge von 11 km und einem Höhenunterschied von 290 m führt vom Zentrum von Pagolle über Felder und Hügel des westlichen Gemeindegebiets.

### Verkehr
Pagolle ist erreichbar über die Routes départementales 302 und 602.